# Czarkasowa
Czarkasowa (biał. Чаркасова; ros. Черкасово, Czerkasowo) – wieś na Białorusi, w obwodzie witebskim, w rejonie orszańskim, w sielsowiecie Mieżawa.